# Thysanphalonia
Thysanphalonia là một chi bướm đêm thuộc phân họ Tortricinae của họ Tortricidae.

## Các loài
- Thysanphalonia cirrhites Razowski & Becker, 1986